# Softly, as I Leave You
Softly, as I Leave You è un album in studio del cantante statunitense Frank Sinatra, pubblicato nel 1964.

## Tracce
1. Emily (Johnny Mandel, Johnny Mercer) – 2:58
2. Here's to the Losers (Robert Wells, Jack Segal) – 3:05
3. Dear Heart (Jay Livingston, Ray Evans, Henry Mancini) – 2:43
4. Come Blow Your Horn (Sammy Cahn, Jimmy Van Heusen) – 3:07
5. Love Isn't Just for the Young (Bernard Knee) – 2:57
6. I Can't Believe I'm Losing You (Don Costa, Phil Zeller) – 2:43
7. Pass Me By (Cy Coleman, Carolyn Leigh) – 2:25
8. Softly, as I Leave You (Hal Shaper, Antonio DeVito, Giorgio Calabrese) – 2:50
9. Then Suddenly Love (Ray Alfred, Paul Vance) – 2:15
10. Available (Cahn, Ned Wynn, L.B. Marks) – 2:47
11. Talk to Me Baby (Robert E. Dolan, Mercer) – 3:00
12. The Look of Love (Cahn, Van Heusen) – 2:43